# Maison Atréides
Ne doit pas être confondu avec Atrides.

L’emblème de la Maison Atréides, figurant un faucon rouge.

La bannière verte et noire de la Maison Atréides.

La Maison Atréides (« House Atreides » en version originale) est une famille noble de fiction issue de l’univers du cycle de Dune de l'écrivain Frank Herbert.
La famille des Atréides revendique des origines remontant à la mythologie grecque. Le nom original anglais Atreides désigne en effet les descendants d'Atrée, le père d’Agamemnon, que nous nommons en français les Atrides. Le roman fait d’ailleurs mention de cette affiliation légendaire et assumée. Ses membres jouent un rôle important dans tous les romans de la série.
La Maison Atréides est une des Maisons Majeures (ou Grandes Maisons) de l'Imperium, l’empire interstellaire féodal régnant sur l'univers connu dans la saga. Elle est également membre du Landsraad, le parlement qui rassemble les Maisons majeures et mineures de l’Imperium.
Elle gouverne depuis des générations la planète océanique et luxuriante nommée Caladan, et dirige son fief avec justice et honneur. Elle n’en est pas moins efficace à la guerre. Elle a d’ailleurs développé un langage de combat propre à sa maison. Les couleurs des Atréides sont le vert et le noir, et leur emblème est le faucon rouge.

## Dans le Cycle de Dune de Frank Herbert

### Dune(1965)
En 10191 AG (après la Guilde), au moment où débute le roman Dune, la Maison Atréides est dirigée par le duc Leto Atréides sur la planète Caladan. Sa concubine est dame Jessica ; issue de l’ordre des Bene Gesserit, elle a été envoyée auprès du duc afin de concevoir une fille, nécessaire pour leur programme génétique mais, par amour pour Leto, elle lui donne un fils pour lui succéder : Paul Atréides.
La rivalité millénaire qui existe entre les Atréides et la Maison Harkonnen se poursuit, le baron Vladimir Harkonnen cherchant à se venger des Atréides. Aidé par l’Empereur Shaddam IV, qui commence à se sentir menacé par l’influence grandissante de Leto au sein de l'Imperium, Vladimir Harkonnen met au point un piège pour anéantir la Maison Atréides. En effet, l’Empereur donne au duc Leto la gestion de la planète désertique Arrakis, pour qu’il récolte l’Épice, dont la planète est la seule source connue de l'univers. Par la suite, le baron envoie ses soldats attaquer le palais ducal, aidé par un traître proche du duc, et des Sardaukars, les soldats d'élite impériaux.
Cette attaque permet au baron de récupérer la gestion d’Arrakis, après avoir tué le duc Leto. Paul et Jessica parviennent à s’échapper des mains des Harkonnen et fuient dans le désert d'Arrakis ; ils sont présumés morts. En réalité, ils se réfugient chez une tribu Fremen qui les accepte, pensant que Paul était leur messie attendu, le Mahdi. Au sein des Fremen et sous leur protection, Jessica donne naissance à la fille de Leto, Alia — appelée Abomination par le Bene Gesserit —, et prend une part active aux décisions de la tribu.
À la suite de la transformation de sa mère en Révérende Mère quand elle boit l'« Eau de la vie », Paul décide aussi d'absorber ce dérivé de l’Épice (mais un poison mortel pour un mâle), afin de savoir s'il est le Kwisatz Haderach que le Bene Gesserit soupçonne et espère. Il survit et obtient d'étonnants pouvoirs qui augmentent son don latent de prescience. Paul rassemble ensuite toutes les tribus Fremen sous sa bannière et crée une armée, renforçant leur caractère féroce en développant leur aptitude au combat, grâce à son propre entraînement dans les techniques de combat Bene Gesserit apprises auprès de sa mère. Avec sa concubine fremen Chani, il a un fils qu’il appelle Leto, mais l’enfant est tué lors d'un raid des Sardaukars sur une base arrière Fremen dans le désert profond. Prenant le nom fremen de Muad'Dib, Paul mène ses forces à la victoire contre les Harkonnen et les Sardaukars de l’Empereur, et les défait lors de la bataille d'Arrakeen. Défiant l'Empereur soutenu par la Guilde, il menace de détruire toute la production d’Épice si Shaddam IV n’abdique pas en sa faveur. Il le destitue et devient ainsi le nouvel Empereur Padishah, épousant la fille de Shaddam, la princesse impériale Irulan.

### Le Messie de Dune(1969)
Dans Le Messie de Dune, douze ans après les événements qui l’ont conduit à devenir empereur, Paul Atréides conserve son mariage politique avec Irulan sur Arrakis, mais c’est avec sa concubine Chani, son véritable amour, qu’il tente d'avoir d’autres enfants. Chani, apparemment infertile, n'arrive plus à enfanter et commence à désespérer.
Paul mène son empire galactique avec autorité, ses légions Fremen amenant la bannière des Atréides sur toutes les planètes de son empire, dans un gigantesque Djihad à travers la galaxie. Utilisant la puissance de ses dons de prescience et de Mentat, il est incontesté, le Landsraad étant sous sa domination, ainsi que la Guilde spatiale et les autres factions de l'Imperium.
Pourtant, il se sent menacé, conscient que des conspirations sont engagées parmi ceux qui contestent sa prédominance, c'est-à-dire tous les autres pouvoirs principaux de l’Imperium, notamment le Bene Gesserit allié à la Guilde, au Bene Tleilax, à Irulan elle-même (qui drogue Chani pour l’empêcher de procréer) et à quelques Fremen qui regrettent leur anciennes valeurs tribales. Protégés par un navigateur de la Guilde, Edric (qui fait écran à la recherche presciente de Paul, du fait de ses propres dons), les conjurés forment un plan. Paul tombe finalement dans le piège et est rendu aveugle à la suite d'un attentat. Par la suite, Chani meurt en donnant naissance à des jumeaux, Leto II et Ghanima. Paul disparaît dans le désert d'Arrakis, en conformité avec la coutume fremen qui voulait que les aveugles soient abandonnés dans le désert. Sa sœur Alia devint alors Régente impériale, au nom des enfants de Paul.

### Les Enfants de Dune(1976)
Dans Les Enfants de Dune, Leto Atréides II et Ghanima, les enfants-jumeaux de Paul Atréides et Chani, restent incertains quant à l’avenir. Bien qu’ils n’aient que neuf ans, leur maturité dépasse le nombre de leurs années, du fait qu’ils sont des pré-nés (enfants accédant avant la naissance aux souvenirs de leurs ancêtres). Les jumeaux sont contraints de manœuvrer autour des machinations sans cesse croissantes de leur tante Alia, qui succombe progressivement à l’Abomination, étant aussi une pré-née, mais avec une psyché plus instable.
De son côté, Alia se méfie de dame Jessica, revenue de Caladan sur Arrakis avec Gurney Halleck, et qui semble avoir des intentions douteuses. Mais Alia est progressivement attirée par la « présence » du baron Vladimir Harkonnen (le père caché de Jessica) dans son esprit, qui la séduit de l’intérieur en lui promettant de l’aider à garder le contrôle de sa personnalité défaillante face à la multitude de ses ancêtres présents dans sa mémoire. C’est ainsi qu’il parvient rapidement à la posséder, lui prodiguant des conseils et modifiant les sentiments d'Alia envers sa mère Jessica.
Par la suite, la tentative d’Alia d’éliminer sa mère — ainsi qu’un complot des Corrino visant à éliminer les jumeaux — provoque une rébellion des Fremen sur Arrakis, et met la religion de Muad’Dib dans le trouble. Tandis que Leto II prend conscience de la nécessité du Sentier d'Or, qui seul pourra sauver l’humanité, un mystérieux aveugle, qui se fait appeler « le Prêcheur » s’en prend à Alia et au clergé lors de sermons publics à Arrakeen. Celui-ci n’est autre, en réalité, que Paul Atréides, revenu sous l'apparence d'un vieillard usé par la dureté de la vie dans le désert profond.
Leto sacrifie alors son humanité et, pour la survie du genre humain, se rend à Jacurutu et accepte sa transformation en un symbiote d'un humain et d'un ver des sables, ces bêtes géantes d'Arrakis qui contrôlent le cycle de l’Épice. Il recouvre son corps de truites des sables, qui forment une peau vivante et une armure autour de lui, lui conférant une invulnérabilité ainsi qu’une force et une vitesse surhumaines. Il rencontre son père, et l'informe de ses plans.
Après un dernier sermon véhément contre Alia, Paul (le Prêcheur) est tué par les gardes d'Alia devant sa citadelle d'Arrakeen. Cette dernière, ayant succombé entièrement au baron, est attaquée par Leto, qui jaillit dans son palais, ses nouveaux pouvoirs l'ayant transformé en un Béhémoth invulnérable. Alia, dans ses ultimes instants, parvient à reprendre le contrôle de son corps suffisamment longtemps pour se donner la mort en sautant d'une fenêtre, malgré les exhortations du Baron dans son esprit.
Leto, incapable de devenir père, marie sa sœur Ghanima à Farad'n Corrino pour apaiser les tensions politiques entre les familles Atréides et Corrino et entamer son programme génétique qui doit mener au Sentier d'Or, à travers la longue lignée de descendants de Ghanima et Farad'n.

### L’Empereur-Dieu de Dune(1981)
Dans L'Empereur-Dieu de Dune, plus de 3 500 ans plus tard sur Arrakis, l'Empereur Leto Atréides II, toujours vivant et apparemment immortel, est le personnage central du roman. Surnommé « le Tyran » par ses opposants, il règne en maître absolu sur l’humanité et sur son empire galactique, grâce à sa prescience absolue et à ses Truitesses, son armée de femmes-soldats fanatiques qui lui vouent une adoration sans limites. Son corps « prévermiforme », hybride d’homme et de ver des sables, a grandi de façon considérable, faisant de lui un être à part de l'humanité et immensément seul. Depuis des siècles, il poursuit inlassablement son programme génétique menant au Sentier d'Or.
Son programme de sélection génétique a abouti la naissance de Siona Atréides (la fille de Monéo, son dévoué majordome à l'époque de l'action du roman). Siona possède des gènes uniques, qui lui permettent de rester invisible à toute prescience. Voulant se débarrasser à tout prix du tyran, elle imagine un complot pour l'assassiner. Aidé d'un ghola de Duncan Idaho, elle fait chuter Leto au bas d'un pont dans un fleuve (le fleuve Idaho) sur Arrakis. Le corps de Leto est détruit, les truites des sables le quittant au contact de l'eau. Siona et le ghola Idaho continuent par la suite la lignée des Atréides, pourvue des précieux gènes d'invisibilité aux prescients de Siona.

### Les Hérétiques de Dune(1984) etLa Maison des Mères(1985)
Dans Les Hérétiques de Dune et La Maison des Mères, une période de mille cinq cents ans suit la mort du Tyran Leto II. À la suite de la dislocation de son empire galactique, une période, dite de la « Grande famine », sévit sur de nombreux mondes et voit l'humanité, enfin libérée du joug du Tyran, s'éparpiller dans la galaxie.
L'introduction de machines de navigation ixiennes amène la fin du monopole des transports de la Guilde spatiale, et permet le départ de milliards des personnes dans une diaspora à l'échelle galactique connue sous le nom de Grande Dispersion. Cette dispersion de l’humanité faisait partie du plan de Leto afin de favoriser la survie de l'espèce humaine face à une menace qu'il avait perçue grâce à sa prescience, cette dispersion se combinant avec la dissémination des gènes de Siona, qui rendent ses descendants invisibles aux pouvoirs prescients des navigateurs de la Guilde.
Dans Les Hérétiques de Dune, un des descendants de Siona, le Bashar-Mentat Miles Teg, un mythique commandant des forces militaires du Bene Gesserit, est sorti de sa retraite sur la planète Lernacus pour assister le Bene Gesserit. Sur la planète Gamu (autrefois Giedi Prime, l’ancien bastion Harkonnen), le Bene Gesserit entraîne dans une citadelle un ghola de Duncan Idaho, amené à effectuer une importante mission sur la planète Rakis (le diminutif d'Arrakis à cette époque). Miles Teg possède une forte ressemblance avec son lointain ancêtre, le duc Leto Atréides, cette particularité étant essentielle pour raviver les souvenirs originaux de Idaho dans la mémoire du ghola. Une fille cachée de Teg est Darwi Odrade (variation du nom « Atréides »), une sœur du Bene Gesserit. Celle-ci deviendra finalement la Mère Supérieure de l’ordre, durant la lutte du Bene Gesserit contre les féroces Honorées Matriarches, revenues de la Dispersion, et qui semblent animées de motivations précises, mais qui agissent de façon agressive. Une cousine très éloignée de Miles Teg et de Darwi Odrade, la révérende mère Lucille, jouera également un rôle de premier plan au sein du Bene Gesserit.
Dans La Maison des Mères, à la suite de la destruction de la planète Rakis par les forces des Honorées Matriarches, le Bene Gesserit essaye de trouver un moyen de contrer ces furies sanguinaires, qui ont déjà détruit plusieurs de leurs planètes et qui installent leur pouvoir dictatorial dans l'ancien Imperium, le colonisant sans peine du fait de leur nombre. Scytale, le dernier Maître du Tleilax encore en vie (le Bene Tleilax ayant été annihilé par les Honorées Matriarches), est prisonnier sur la planète du Chapitre, la planète-mère du Bene Gesserit. Il monnaie sa survie contre les secrets génétiques du Tleilax (les cuves Axlotl permettant notamment la production d’Épice de synthèse). Par ailleurs, son corps renferme des cellules collectées secrètement durant des millénaires, conservées dans une capsule anentropique dans son ventre. Ces cellules incluent celles de Paul Atréides, du premier duc Leto, de Leto II, ainsi que de dame Jessica, de Chani et d’autres figures légendaires qui peuvent être ramenées à la vie sous la forme de gholas.

## Dans le Cycle de Dune de Brian Herbert et Kevin J. Anderson

### Dune, la genèse(2003-2005)
Après le Jihad Butlérien, qui voit la lutte de l’humanité contre les Machines Pensantes, l’Imperium se structure autour de l’Empereur Padishah et des familles nobles du Landsraad. La Maison Atréides est représentée par Vorian, grand héros de la guerre contre les machines.
Après la Bataille de Corrin, qui conduit à la destruction du dernier suresprit Omnius, Vorian Atréides bannit Abulurd Harkonnen pour sa lâcheté lors de la bataille. Cette décision déclenche alors une rupture irrémédiable entre les deux familles. Vorian Atréides s’installe après le Jihad Butlérien sur la planète Caladan.
L’un de ses descendants, Westheimer Atréides, écrit Les Éléments du Pouvoir, dans lequel il dit que « le souverain punit l’opposition tout en récompensant le soutien. Il modifie ses forces au hasard. Il dissimule les éléments majeurs de son pouvoir. Il maintient un rythme de contre-mouvement qui garde ses opposants en déséquilibre. »

### Avant Dune(1999-2001)
Le cycle Avant Dune raconte la jeunesse de Leto I jusqu’aux événements de Dune. Fils du Duc Paulus Atréides (né en 10089 AG) et de dame Héléna Richese (née en 10095 AG), Leto sympathisa avec Rhombur Vernius, le fils d’un allié de longue date de Paulus, Dominic de la Maison Vernius d’Ix.
Cependant, sa mère Héléna, fille du Comte Ilban de la Maison Richèse, était mécontente de cette alliance ; en effet, Richese et Ix étaient des rivales dans la production des technologies, et elle croyait que les Ixiens violaient les proscriptions sacrées du Jihad Butlérien, qui prohibaient la création de machines intelligentes, « semblables à l’esprit humain ».
En désaccord avec le soutien du Duc Paulus à la Maison Vernius, Dame Héléna complote contre son mari ; elle le fait tuer en droguant un taureau de Salusa Secundus que le Duc affrontait lors d’une corrida. Paulus mort, Leto devient le nouveau duc à l’âge de seize ans. Il découvre la responsabilité de sa mère et la bannit dans un couvent régi par les Sœurs de l’Isolation.

### Après Dune(2006-2007)
Dans Les Chasseurs de Dune, les membres du vaisseau Ithaque, sous la direction de la sœur du Bene Gesserit Sheeana et du dernier ghola de Duncan Idaho, s’enfuient de la planète du Chapitre vers des régions inconnues. Sheeana, dernière descendante de la Maison Atréides, fait ressusciter les gholas des grands Atréides passés, grâce aux cellules fournies par Scytale, pour les aider dans leur lutte contre un grand ennemi inconnu.

## Origines mythologiques
Dans les romans originaux, la Maison Atréides revendique sa filiation avec Agamemnon, fils d’Atrée, dans la mythologie grecque. Les descendants d’Atrée sont appelés « Atrides » en langue grecque.
Dans le cycle Dune, la genèse de Brian Herbert et Kevin J. Anderson, le nom des Atréides vient de Vorian Atréides, qui était le treizième fils du Titan Agamemnon, un des douze Titans qui ont conquis le Vieil Empire. Vorian fut ainsi le premier membre de la famille Atréides et l’ancêtre de Paul-Muad’Dib.

## Arbre généalogique Atréides
Les personnages de l'œuvre de Frank Herbert peuvent être reliés à la Maison Atréides selon l'arbre généalogique ci-dessous.
Les noms en italique désignent les personnages introduits par les livres des séries écrites par Brian Herbert et Kevin J. Anderson
Les noms en gras désignent des noms de peuples, de Grandes Maisons ou d'organisations.
|         |         |         |         |         |         |         |         |  |  |                |                |                |                |                |                |                     |                     |                      |                      |                      |                      |                      |                      |                         |                         |                                |                                |                                |                                |                                |                                | Agamemnon (né Andrew Skouros circa 1255 A.G.) |                               |                               |                               |                               |                               |              |              |                               |                               |                               |                               |                               |                               |                              |                            |                              |                              |                              |                              |                                |                                |                                |                                |                                  |                                  |                                  |                                  |                                  |                                  |                                |                                |                                           |                                           |                                           |                                           |                                           |                                           |  |  |  |  |  |  |  |  |  |  |  |  |
|         |         |         |         |         |         |         |         |  |  |                |                |                |                |                |                |                     |                     |                      |                      |                      |                      |                      |                      |                         |                         |                                |                                |                                |                                |                                |                                |                                               |                               |                               |                               |                               |                               |              |              |                               |                               |                               |                               |                               |                               |                              |                            |                              |                              |                              |                              |                                |                                |                                |                                |                                  |                                  |                                  |                                  |                                  |                                  |                                |                                |                                           |                                           |                                           |                                           |                                           |                                           |  |  |  |  |  |  |  |  |  |  |  |  |
|         |         |         |         |         |         |         |         |  |  |                |                |                |                |                |                |                     |                     |                      |                      |                      |                      |                      |                      |                         |                         |                                |                                |                                |                                |                                |                                | Vorian Atréides 223 A.G.                      |                               |                               |                               |                               |                               |              |              |                               |                               |                               |                               |                               |                               |                              |                            |                              |                              |                              |                              |                                |                                |                                |                                |                                  |                                  |                                  |                                  |                                  |                                  |                                |                                |                                           |                                           |                                           |                                           |                                           |                                           |  |  |  |  |  |  |  |  |  |  |  |  |
|         |         |         |         |         |         |         |         |  |  |                |                |                |                |                |                |                     |                     |                      |                      |                      |                      |                      |                      |                         |                         |                                |                                |                                |                                |                                |                                |                                               |                               |                               |                               |                               |                               |              |              |                               |                               |                               |                               |                               |                               |                              |                            |                              |                              |                              |                              |                                |                                |                                |                                |                                  |                                  |                                  |                                  |                                  |                                  |                                |                                |                                           |                                           |                                           |                                           |                                           |                                           |  |  |  |  |  |  |  |  |  |  |  |  |
|         |         |         |         |         |         |         |         |  |  |                |                |                |                |                |                |                     |                     |                      |                      |                      |                      |                      |                      | Maison Vernius          | Maison Vernius          | Maison Vernius                 | Maison Vernius                 | Maison Vernius                 | Maison Vernius                 |                                |                                |                                               |                               |                               |                               |                               |                               |              |              | Maison Richese                | Maison Richese                | Maison Richese                | Maison Richese                | Maison Richese                | Maison Richese                |                              |                            |                              |                              |                              |                              | Maison Corrino                 | Maison Corrino                 | Maison Corrino                 | Maison Corrino                 | Maison Corrino                   | Maison Corrino                   |                                  |                                  |                                  |                                  |                                |                                |                                           |                                           |                                           |                                           |                                           |                                           |  |  |  |  |  |  |  |  |  |  |  |  |
|         |         |         |         |         |         |         |         |  |  |                |                |                |                |                |                |                     |                     |                      |                      |                      |                      |                      |                      | Maison Vernius          | Maison Vernius          | Maison Vernius                 | Maison Vernius                 | Maison Vernius                 | Maison Vernius                 |                                |                                |                                               |                               |                               |                               |                               |                               |              |              | Maison Richese                | Maison Richese                | Maison Richese                | Maison Richese                | Maison Richese                | Maison Richese                |                              |                            |                              |                              |                              |                              | Maison Corrino                 | Maison Corrino                 | Maison Corrino                 | Maison Corrino                 | Maison Corrino                   | Maison Corrino                   |                                  |                                  |                                  |                                  |                                |                                |                                           |                                           |                                           |                                           |                                           |                                           |  |  |  |  |  |  |  |  |  |  |  |  |
|         |         |         |         |         |         |         |         |  |  |                |                |                |                |                |                |                     |                     |                      |                      |                      |                      |                      |                      |                         |                         |                                |                                |                                |                                |                                |                                | Miklos Atréides                               | Miklos Atréides               | Miklos Atréides               | Miklos Atréides               | Miklos Atréides               | Miklos Atréides               |              |              |                               |                               |                               |                               | Yvette Hagal 10024 - 10075    | Yvette Hagal 10024 - 10075    | Yvette Hagal 10024 - 10075   | Yvette Hagal 10024 - 10075 | Yvette Hagal 10024 - 10075   | Yvette Hagal 10024 - 10075   |                              |                              | Elrood Corrino IX 9999 - 10156 | Elrood Corrino IX 9999 - 10156 | Elrood Corrino IX 9999 - 10156 | Elrood Corrino IX 9999 - 10156 | Elrood Corrino IX 9999 - 10156   | Elrood Corrino IX 9999 - 10156   |                                  |                                  |                                  |                                  |                                |                                |                                           |                                           |                                           |                                           |                                           |                                           |  |  |  |  |  |  |  |  |  |  |  |  |
|         |         |         |         |         |         |         |         |  |  |                |                |                |                |                |                |                     |                     |                      |                      |                      |                      |                      |                      |                         |                         |                                |                                |                                |                                |                                |                                | Miklos Atréides                               | Miklos Atréides               | Miklos Atréides               | Miklos Atréides               | Miklos Atréides               | Miklos Atréides               |              |              |                               |                               |                               |                               | Yvette Hagal 10024 - 10075    | Yvette Hagal 10024 - 10075    | Yvette Hagal 10024 - 10075   | Yvette Hagal 10024 - 10075 | Yvette Hagal 10024 - 10075   | Yvette Hagal 10024 - 10075   |                              |                              | Elrood Corrino IX 9999 - 10156 | Elrood Corrino IX 9999 - 10156 | Elrood Corrino IX 9999 - 10156 | Elrood Corrino IX 9999 - 10156 | Elrood Corrino IX 9999 - 10156   | Elrood Corrino IX 9999 - 10156   |                                  |                                  |                                  |                                  |                                |                                |                                           |                                           |                                           |                                           |                                           |                                           |  |  |  |  |  |  |  |  |  |  |  |  |
|         |         |         |         |         |         | Fremen  |         |  |  |                |                |                |                |                |                |                     |                     |                      |                      |                      |                      |                      |                      |                         |                         |                                |                                |                                |                                |                                |                                |                                               |                               |                               |                               |                               |                               |              |              |                               |                               |                               |                               |                               |                               |                              |                            |                              |                              |                              |                              |                                |                                |                                |                                |                                  |                                  |                                  |                                  |                                  |                                  |                                |                                |                                           |                                           |                                           |                                           |                                           |                                           |  |  |  |  |  |  |  |  |  |  |  |  |
|         |         |         |         |         |         |         |         |  |  |                |                |                |                |                |                |                     |                     |                      |                      |                      |                      |                      |                      |                         |                         |                                |                                |                                |                                |                                |                                |                                               |                               |                               |                               |                               |                               |              |              |                               |                               |                               |                               |                               |                               |                              |                            |                              |                              |                              |                              |                                |                                |                                |                                |                                  |                                  |                                  |                                  |                                  |                                  |                                |                                |                                           |                                           |                                           |                                           |                                           |                                           |  |  |  |  |  |  |  |  |  |  |  |  |
|         |         |         |         |         |         |         |         |  |  |                |                |                |                |                |                |                     |                     |                      |                      |                      |                      |                      |                      |                         |                         |                                |                                |                                |                                |                                |                                | Kean Atréides                                 | Kean Atréides                 | Kean Atréides                 | Kean Atréides                 | Kean Atréides                 | Kean Atréides                 |              |              | Ilban Richese                 | Ilban Richese                 | Ilban Richese                 | Ilban Richese                 | Ilban Richese                 | Ilban Richese                 |                              |                            | Edwina Corrino 10070 - 10123 | Edwina Corrino 10070 - 10123 | Edwina Corrino 10070 - 10123 | Edwina Corrino 10070 - 10123 | Edwina Corrino 10070 - 10123   | Edwina Corrino 10070 - 10123   |                                |                                | Maison Harkonnen                 | Maison Harkonnen                 | Maison Harkonnen                 | Maison Harkonnen                 | Maison Harkonnen                 | Maison Harkonnen                 |                                |                                | Bene Gesserit                             | Bene Gesserit                             | Bene Gesserit                             | Bene Gesserit                             | Bene Gesserit                             | Bene Gesserit                             |  |  |  |  |  |  |  |  |  |  |  |  |
|         |         |         |         |         |         |         |         |  |  |                |                |                |                |                |                |                     |                     |                      |                      |                      |                      |                      |                      |                         |                         |                                |                                |                                |                                |                                |                                | Kean Atréides                                 | Kean Atréides                 | Kean Atréides                 | Kean Atréides                 | Kean Atréides                 | Kean Atréides                 |              |              | Ilban Richese                 | Ilban Richese                 | Ilban Richese                 | Ilban Richese                 | Ilban Richese                 | Ilban Richese                 |                              |                            | Edwina Corrino 10070 - 10123 | Edwina Corrino 10070 - 10123 | Edwina Corrino 10070 - 10123 | Edwina Corrino 10070 - 10123 | Edwina Corrino 10070 - 10123   | Edwina Corrino 10070 - 10123   |                                |                                | Maison Harkonnen                 | Maison Harkonnen                 | Maison Harkonnen                 | Maison Harkonnen                 | Maison Harkonnen                 | Maison Harkonnen                 |                                |                                | Bene Gesserit                             | Bene Gesserit                             | Bene Gesserit                             | Bene Gesserit                             | Bene Gesserit                             | Bene Gesserit                             |  |  |  |  |  |  |  |  |  |  |  |  |
|         |         |         |         |         |         |         |         |  |  |                |                |                |                |                |                |                     |                     |                      |                      |                      |                      |                      |                      |                         |                         |                                |                                |                                |                                |                                |                                |                                               |                               |                               |                               |                               |                               |              |              |                               |                               |                               |                               |                               |                               |                              |                            |                              |                              |                              |                              |                                |                                |                                |                                |                                  |                                  |                                  |                                  |                                  |                                  |                                |                                |                                           |                                           |                                           |                                           |                                           |                                           |  |  |  |  |  |  |  |  |  |  |  |  |
|         |         |         |         |         |         |         |         |  |  |                |                |                |                |                |                |                     |                     |                      |                      |                      |                      |                      |                      |                         |                         |                                |                                |                                |                                |                                |                                |                                               |                               |                               |                               |                               |                               |              |              |                               |                               |                               |                               |                               |                               |                              |                            |                              |                              |                              |                              |                                |                                |                                |                                |                                  |                                  |                                  |                                  |                                  |                                  |                                |                                |                                           |                                           |                                           |                                           |                                           |                                           |  |  |  |  |  |  |  |  |  |  |  |  |
|         |         | Stilgar | Stilgar | Stilgar | Stilgar | Stilgar | Stilgar |  |  | Frieth         | Frieth         | Frieth         | Frieth         | Frieth         | Frieth         |                     |                     | Pardot Kynes         | Pardot Kynes         | Pardot Kynes         | Pardot Kynes         | Pardot Kynes         | Pardot Kynes         |                         |                         |                                |                                |                                |                                |                                |                                | Paulus Atréides 10089 - 10156                 | Paulus Atréides 10089 - 10156 | Paulus Atréides 10089 - 10156 | Paulus Atréides 10089 - 10156 | Paulus Atréides 10089 - 10156 | Paulus Atréides 10089 - 10156 |              |              |                               |                               |                               |                               | Héléna Richese b. 10095       | Héléna Richese b. 10095       | Héléna Richese b. 10095      | Héléna Richese b. 10095    | Héléna Richese b. 10095      | Héléna Richese b. 10095      |                              |                              |                                |                                |                                |                                | Vladimir Harkonnen 10110 - 10193 | Vladimir Harkonnen 10110 - 10193 | Vladimir Harkonnen 10110 - 10193 | Vladimir Harkonnen 10110 - 10193 | Vladimir Harkonnen 10110 - 10193 | Vladimir Harkonnen 10110 - 10193 |                                |                                | Tanidia Nerus ou Gaius Helen Mohiam 10207 | Tanidia Nerus ou Gaius Helen Mohiam 10207 | Tanidia Nerus ou Gaius Helen Mohiam 10207 | Tanidia Nerus ou Gaius Helen Mohiam 10207 | Tanidia Nerus ou Gaius Helen Mohiam 10207 | Tanidia Nerus ou Gaius Helen Mohiam 10207 |  |  |  |  |  |  |  |  |  |  |  |  |
|         |         | Stilgar | Stilgar | Stilgar | Stilgar | Stilgar | Stilgar |  |  | Frieth         | Frieth         | Frieth         | Frieth         | Frieth         | Frieth         |                     |                     | Pardot Kynes         | Pardot Kynes         | Pardot Kynes         | Pardot Kynes         | Pardot Kynes         | Pardot Kynes         |                         |                         |                                |                                |                                |                                |                                |                                | Paulus Atréides 10089 - 10156                 | Paulus Atréides 10089 - 10156 | Paulus Atréides 10089 - 10156 | Paulus Atréides 10089 - 10156 | Paulus Atréides 10089 - 10156 | Paulus Atréides 10089 - 10156 |              |              |                               |                               |                               |                               | Héléna Richese b. 10095       | Héléna Richese b. 10095       | Héléna Richese b. 10095      | Héléna Richese b. 10095    | Héléna Richese b. 10095      | Héléna Richese b. 10095      |                              |                              |                                |                                |                                |                                | Vladimir Harkonnen 10110 - 10193 | Vladimir Harkonnen 10110 - 10193 | Vladimir Harkonnen 10110 - 10193 | Vladimir Harkonnen 10110 - 10193 | Vladimir Harkonnen 10110 - 10193 | Vladimir Harkonnen 10110 - 10193 |                                |                                | Tanidia Nerus ou Gaius Helen Mohiam 10207 | Tanidia Nerus ou Gaius Helen Mohiam 10207 | Tanidia Nerus ou Gaius Helen Mohiam 10207 | Tanidia Nerus ou Gaius Helen Mohiam 10207 | Tanidia Nerus ou Gaius Helen Mohiam 10207 | Tanidia Nerus ou Gaius Helen Mohiam 10207 |  |  |  |  |  |  |  |  |  |  |  |  |
|         |         |         |         |         |         |         |         |  |  |                |                |                |                |                |                |                     |                     |                      |                      |                      |                      |                      |                      |                         |                         |                                |                                |                                |                                |                                |                                |                                               |                               |                               |                               |                               |                               |              |              |                               |                               |                               |                               |                               |                               |                              |                            |                              |                              |                              |                              |                                |                                |                                |                                |                                  |                                  |                                  |                                  |                                  |                                  |                                |                                |                                           |                                           |                                           |                                           |                                           |                                           |  |  |  |  |  |  |  |  |  |  |  |  |
| Faroula | Faroula | Faroula | Faroula | Faroula | Faroula |         |         |  |  |                |                |                |                |                |                | Liet Kynes d. 10191 | Liet Kynes d. 10191 | Liet Kynes d. 10191  | Liet Kynes d. 10191  | Liet Kynes d. 10191  | Liet Kynes d. 10191  |                      |                      | Kailea Vernius d. 10174 | Kailea Vernius d. 10174 | Kailea Vernius d. 10174        | Kailea Vernius d. 10174        | Kailea Vernius d. 10174        | Kailea Vernius d. 10174        |                                |                                |                                               |                               |                               |                               |                               |                               |              |              | Leto Atréides I 10140 - 10191 | Leto Atréides I 10140 - 10191 | Leto Atréides I 10140 - 10191 | Leto Atréides I 10140 - 10191 | Leto Atréides I 10140 - 10191 | Leto Atréides I 10140 - 10191 |                              |                            |                              |                              |                              |                              |                                |                                |                                |                                |                                  |                                  |                                  |                                  |                                  |                                  | Jessica Atréides 10154 - 10256 | Jessica Atréides 10154 - 10256 | Jessica Atréides 10154 - 10256            | Jessica Atréides 10154 - 10256            | Jessica Atréides 10154 - 10256            | Jessica Atréides 10154 - 10256            |                                           |                                           |  |  |  |  |  |  |  |  |  |  |  |  |
| Faroula | Faroula | Faroula | Faroula | Faroula | Faroula |         |         |  |  |                |                |                |                |                |                | Liet Kynes d. 10191 | Liet Kynes d. 10191 | Liet Kynes d. 10191  | Liet Kynes d. 10191  | Liet Kynes d. 10191  | Liet Kynes d. 10191  |                      |                      | Kailea Vernius d. 10174 | Kailea Vernius d. 10174 | Kailea Vernius d. 10174        | Kailea Vernius d. 10174        | Kailea Vernius d. 10174        | Kailea Vernius d. 10174        |                                |                                |                                               |                               |                               |                               |                               |                               |              |              | Leto Atréides I 10140 - 10191 | Leto Atréides I 10140 - 10191 | Leto Atréides I 10140 - 10191 | Leto Atréides I 10140 - 10191 | Leto Atréides I 10140 - 10191 | Leto Atréides I 10140 - 10191 |                              |                            |                              |                              |                              |                              |                                |                                |                                |                                |                                  |                                  |                                  |                                  |                                  |                                  | Jessica Atréides 10154 - 10256 | Jessica Atréides 10154 - 10256 | Jessica Atréides 10154 - 10256            | Jessica Atréides 10154 - 10256            | Jessica Atréides 10154 - 10256            | Jessica Atréides 10154 - 10256            |                                           |                                           |  |  |  |  |  |  |  |  |  |  |  |  |
|         |         |         |         |         |         |         |         |  |  |                |                |                |                |                |                |                     |                     |                      |                      |                      |                      |                      |                      |                         |                         |                                |                                |                                |                                |                                |                                | Victor Atréides 10168 - 10174                 |                               |                               |                               |                               |                               |              |              |                               |                               |                               |                               |                               |                               |                              |                            |                              |                              |                              |                              |                                |                                |                                |                                |                                  |                                  |                                  |                                  |                                  |                                  |                                |                                |                                           |                                           |                                           |                                           |                                           |                                           |  |  |  |  |  |  |  |  |  |  |  |  |
|         |         |         |         |         |         |         |         |  |  |                |                |                |                |                |                |                     |                     |                      |                      |                      |                      |                      |                      |                         |                         |                                |                                |                                |                                |                                |                                |                                               |                               |                               |                               |                               |                               |              |              |                               |                               |                               |                               |                               |                               |                              |                            |                              |                              |                              |                              |                                |                                |                                |                                |                                  |                                  |                                  |                                  |                                  |                                  |                                |                                |                                           |                                           |                                           |                                           |                                           |                                           |  |  |  |  |  |  |  |  |  |  |  |  |
|         |         |         |         |         |         |         |         |  |  | Chani d. 10207 | Chani d. 10207 | Chani d. 10207 | Chani d. 10207 | Chani d. 10207 | Chani d. 10207 |                     |                     |                      |                      |                      |                      |                      |                      |                         |                         |                                |                                |                                |                                |                                |                                |                                               |                               |                               |                               |                               |                               |              |              | Paul Atréides 10175 - 10217   | Paul Atréides 10175 - 10217   | Paul Atréides 10175 - 10217   | Paul Atréides 10175 - 10217   | Paul Atréides 10175 - 10217   | Paul Atréides 10175 - 10217   |                              |                            |                              |                              |                              |                              |                                |                                |                                |                                | Alia Atréides 10191 - 10217      | Alia Atréides 10191 - 10217      | Alia Atréides 10191 - 10217      | Alia Atréides 10191 - 10217      | Alia Atréides 10191 - 10217      | Alia Atréides 10191 - 10217      |                                |                                |                                           |                                           |                                           |                                           |                                           |                                           |  |  |  |  |  |  |  |  |  |  |  |  |
|         |         |         |         |         |         |         |         |  |  | Chani d. 10207 | Chani d. 10207 | Chani d. 10207 | Chani d. 10207 | Chani d. 10207 | Chani d. 10207 |                     |                     |                      |                      |                      |                      |                      |                      |                         |                         |                                |                                |                                |                                |                                |                                |                                               |                               |                               |                               |                               |                               |              |              | Paul Atréides 10175 - 10217   | Paul Atréides 10175 - 10217   | Paul Atréides 10175 - 10217   | Paul Atréides 10175 - 10217   | Paul Atréides 10175 - 10217   | Paul Atréides 10175 - 10217   |                              |                            |                              |                              |                              |                              |                                |                                |                                |                                | Alia Atréides 10191 - 10217      | Alia Atréides 10191 - 10217      | Alia Atréides 10191 - 10217      | Alia Atréides 10191 - 10217      | Alia Atréides 10191 - 10217      | Alia Atréides 10191 - 10217      |                                |                                |                                           |                                           |                                           |                                           |                                           |                                           |  |  |  |  |  |  |  |  |  |  |  |  |
|         |         |         |         |         |         |         |         |  |  |                |                |                |                |                |                |                     |                     |                      |                      |                      |                      |                      |                      |                         |                         |                                |                                |                                |                                |                                |                                |                                               |                               |                               |                               |                               |                               |              |              |                               |                               |                               |                               |                               |                               |                              |                            |                              |                              |                              |                              |                                |                                |                                |                                |                                  |                                  |                                  |                                  |                                  |                                  |                                |                                |                                           |                                           |                                           |                                           |                                           |                                           |  |  |  |  |  |  |  |  |  |  |  |  |
|         |         |         |         |         |         |         |         |  |  |                |                |                |                |                |                |                     |                     |                      |                      |                      |                      |                      |                      |                         |                         |                                |                                |                                |                                |                                |                                |                                               |                               |                               |                               |                               |                               |              |              |                               |                               |                               |                               |                               |                               |                              |                            |                              |                              |                              |                              |                                |                                |                                |                                |                                  |                                  |                                  |                                  |                                  |                                  |                                |                                |                                           |                                           |                                           |                                           |                                           |                                           |  |  |  |  |  |  |  |  |  |  |  |  |
|         |         |         |         |         |         |         |         |  |  |                |                |                |                |                |                |                     |                     | Leto (10192 - 10193) | Leto (10192 - 10193) | Leto (10192 - 10193) | Leto (10192 - 10193) | Leto (10192 - 10193) | Leto (10192 - 10193) |                         |                         | Leto Atréides II 10207 - 13725 | Leto Atréides II 10207 - 13725 | Leto Atréides II 10207 - 13725 | Leto Atréides II 10207 - 13725 | Leto Atréides II 10207 - 13725 | Leto Atréides II 10207 - 13725 |                                               |                               | Hwi Noree                     | Hwi Noree                     | Hwi Noree                     | Hwi Noree                     | Hwi Noree    | Hwi Noree    |                               |                               | Ghanima Atréides b. 10207     | Ghanima Atréides b. 10207     | Ghanima Atréides b. 10207     | Ghanima Atréides b. 10207     | Ghanima Atréides b. 10207    | Ghanima Atréides b. 10207  |                              |                              | Farad'n Corrino b. 10198     | Farad'n Corrino b. 10198     | Farad'n Corrino b. 10198       | Farad'n Corrino b. 10198       | Farad'n Corrino b. 10198       | Farad'n Corrino b. 10198       |                                  |                                  |                                  |                                  |                                  |                                  |                                |                                |                                           |                                           |                                           |                                           |                                           |                                           |  |  |  |  |  |  |  |  |  |  |  |  |
|         |         |         |         |         |         |         |         |  |  |                |                |                |                |                |                |                     |                     | Leto (10192 - 10193) | Leto (10192 - 10193) | Leto (10192 - 10193) | Leto (10192 - 10193) | Leto (10192 - 10193) | Leto (10192 - 10193) |                         |                         | Leto Atréides II 10207 - 13725 | Leto Atréides II 10207 - 13725 | Leto Atréides II 10207 - 13725 | Leto Atréides II 10207 - 13725 | Leto Atréides II 10207 - 13725 | Leto Atréides II 10207 - 13725 |                                               |                               | Hwi Noree                     | Hwi Noree                     | Hwi Noree                     | Hwi Noree                     | Hwi Noree    | Hwi Noree    |                               |                               | Ghanima Atréides b. 10207     | Ghanima Atréides b. 10207     | Ghanima Atréides b. 10207     | Ghanima Atréides b. 10207     | Ghanima Atréides b. 10207    | Ghanima Atréides b. 10207  |                              |                              | Farad'n Corrino b. 10198     | Farad'n Corrino b. 10198     | Farad'n Corrino b. 10198       | Farad'n Corrino b. 10198       | Farad'n Corrino b. 10198       | Farad'n Corrino b. 10198       |                                  |                                  |                                  |                                  |                                  |                                  |                                |                                |                                           |                                           |                                           |                                           |                                           |                                           |  |  |  |  |  |  |  |  |  |  |  |  |
|         |         |         |         |         |         |         |         |  |  |                |                |                |                |                |                |                     |                     |                      |                      |                      |                      |                      |                      |                         |                         |                                |                                |                                |                                |                                |                                |                                               |                               |                               |                               |                               |                               |              |              |                               |                               |                               |                               |                               |                               |                              |                            |                              |                              |                              |                              |                                |                                |                                |                                |                                  |                                  |                                  |                                  |                                  |                                  |                                |                                |                                           |                                           |                                           |                                           |                                           |                                           |  |  |  |  |  |  |  |  |  |  |  |  |
|         |         |         |         |         |         |         |         |  |  |                |                |                |                |                |                |                     |                     |                      |                      |                      |                      |                      |                      |                         |                         |                                |                                |                                |                                |                                |                                |                                               |                               |                               |                               |                               |                               |              |              |                               |                               |                               |                               |                               |                               | Monéo Atréides 13.610-13.725 |                            |                              |                              |                              |                              |                                |                                |                                |                                |                                  |                                  |                                  |                                  |                                  |                                  |                                |                                |                                           |                                           |                                           |                                           |                                           |                                           |  |  |  |  |  |  |  |  |  |  |  |  |
|         |         |         |         |         |         |         |         |  |  |                |                |                |                |                |                |                     |                     |                      |                      |                      |                      |                      |                      |                         |                         |                                |                                |                                |                                |                                |                                |                                               |                               |                               |                               |                               |                               |              |              |                               |                               |                               |                               |                               |                               |                              |                            |                              |                              |                              |                              |                                |                                |                                |                                |                                  |                                  |                                  |                                  |                                  |                                  |                                |                                |                                           |                                           |                                           |                                           |                                           |                                           |  |  |  |  |  |  |  |  |  |  |  |  |
|         |         |         |         |         |         |         |         |  |  |                |                |                |                |                |                |                     |                     |                      |                      |                      |                      |                      |                      |                         |                         |                                |                                |                                |                                |                                |                                |                                               |                               |                               |                               |                               |                               | Duncan Idaho | Duncan Idaho | Duncan Idaho                  | Duncan Idaho                  | Duncan Idaho                  | Duncan Idaho                  |                               |                               | Siona Atréides               | Siona Atréides             | Siona Atréides               | Siona Atréides               | Siona Atréides               | Siona Atréides               |                                |                                |                                |                                |                                  |                                  |                                  |                                  |                                  |                                  |                                |                                |                                           |                                           |                                           |                                           |                                           |                                           |  |  |  |  |  |  |  |  |  |  |  |  |
|         |         |         |         |         |         |         |         |  |  |                |                |                |                |                |                |                     |                     |                      |                      |                      |                      |                      |                      |                         |                         |                                |                                |                                |                                |                                |                                |                                               |                               |                               |                               |                               |                               | Duncan Idaho | Duncan Idaho | Duncan Idaho                  | Duncan Idaho                  | Duncan Idaho                  | Duncan Idaho                  |                               |                               | Siona Atréides               | Siona Atréides             | Siona Atréides               | Siona Atréides               | Siona Atréides               | Siona Atréides               |                                |                                |                                |                                |                                  |                                  |                                  |                                  |                                  |                                  |                                |                                |                                           |                                           |                                           |                                           |                                           |                                           |  |  |  |  |  |  |  |  |  |  |  |  |
|         |         |         |         |         |         |         |         |  |  |                |                |                |                |                |                |                     |                     |                      |                      |                      |                      |                      |                      |                         |                         |                                |                                |                                |                                |                                |                                |                                               |                               |                               |                               |                               |                               |              |              |                               |                               |                               |                               |                               |                               |                              |                            |                              |                              |                              |                              |                                |                                |                                |                                |                                  |                                  |                                  |                                  |                                  |                                  |                                |                                |                                           |                                           |                                           |                                           |                                           |                                           |  |  |  |  |  |  |  |  |  |  |  |  |
|         |         |         |         |         |         |         |         |  |  |                |                |                |                |                |                |                     |                     |                      |                      |                      |                      |                      |                      |                         |                         |                                |                                |                                |                                |                                |                                |                                               |                               |                               |                               |                               |                               |              |              |                               |                               |                               |                               |                               |                               |                              |                            |                              |                              |                              |                              |                                |                                |                                |                                |                                  |                                  |                                  |                                  |                                  |                                  |                                |                                |                                           |                                           |                                           |                                           |                                           |                                           |  |  |  |  |  |  |  |  |  |  |  |  |
|         |         |         |         |         |         |         |         |  |  |                |                |                |                |                |                |                     |                     |                      |                      |                      |                      |                      |                      |                         |                         |                                |                                |                                |                                |                                |                                |                                               |                               |                               |                               |                               |                               |              |              |                               |                               | Miles Teg                     |                               |                               |                               |                              |                            |                              |                              |                              |                              |                                |                                |                                |                                |                                  |                                  |                                  |                                  |                                  |                                  |                                |                                |                                           |                                           |                                           |                                           |                                           |                                           |  |  |  |  |  |  |  |  |  |  |  |  |
|         |         |         |         |         |         |         |         |  |  |                |                |                |                |                |                |                     |                     |                      |                      |                      |                      |                      |                      |                         |                         |                                |                                |                                |                                |                                |                                |                                               |                               |                               |                               |                               |                               |              |              |                               |                               |                               |                               |                               |                               |                              |                            |                              |                              |                              |                              |                                |                                |                                |                                |                                  |                                  |                                  |                                  |                                  |                                  |                                |                                |                                           |                                           |                                           |                                           |                                           |                                           |  |  |  |  |  |  |  |  |  |  |  |  |
|         |         |         |         |         |         |         |         |  |  |                |                |                |                |                |                |                     |                     |                      |                      |                      |                      |                      |                      |                         |                         |                                |                                |                                |                                |                                |                                |                                               |                               |                               |                               |                               |                               |              |              |                               |                               | Darwi Odrade                  |                               |                               |                               |                              |                            |                              |                              |                              |                              |                                |                                |                                |                                |                                  |                                  |                                  |                                  |                                  |                                  |                                |                                |                                           |                                           |                                           |                                           |                                           |                                           |  |  |  |  |  |  |  |  |  |  |  |  |
|         |         |         |         |         |         |         |         |  |  |                |                |                |                |                |                |                     |                     |                      |                      |                      |                      |                      |                      |                         |                         |                                |                                |                                |                                |                                |                                |                                               |                               |                               |                               |                               |                               |              |              |                               |                               |                               |                               |                               |                               |                              |                            |                              |                              | Lucille                      |                              |                                |                                |                                |                                |                                  |                                  |                                  |                                  |                                  |                                  |                                |                                |                                           |                                           |                                           |                                           |                                           |                                           |  |  |  |  |  |  |  |  |  |  |  |  |
|         |         |         |         |         |         |         |         |  |  |                |                |                |                |                |                |                     |                     |                      |                      |                      |                      |                      |                      |                         |                         |                                |                                |                                |                                |                                |                                |                                               |                               |                               |                               |                               |                               |              |              |                               |                               | 19 enfants                    | 19 enfants                    | 19 enfants                    | 19 enfants                    | 19 enfants                   | 19 enfants                 |                              |                              |                              |                              |                                |                                |                                |                                |                                  |                                  | Sheana                           | Sheana                           | Sheana                           | Sheana                           | Sheana                         | Sheana                         |                                           |                                           |                                           |                                           |                                           |                                           |  |  |  |  |  |  |  |  |  |  |  |  |
|         |         |         |         |         |         |         |         |  |  |                |                |                |                |                |                |                     |                     |                      |                      |                      |                      |                      |                      |                         |                         |                                |                                |                                |                                |                                |                                |                                               |                               |                               |                               |                               |                               |              |              |                               |                               | 19 enfants                    | 19 enfants                    | 19 enfants                    | 19 enfants                    | 19 enfants                   | 19 enfants                 |                              |                              | 3 enfants                    |                              |                                |                                |                                |                                |                                  |                                  | Sheana                           | Sheana                           | Sheana                           | Sheana                           | Sheana                         | Sheana                         |                                           |                                           |                                           |                                           |                                           |                                           |  |  |  |  |  |  |  |  |  |  |  |  |

## L'armée des Atréides
Les Atréides sont réputés pour leur armée, très entraînée et particulièrement loyale envers leur maison. Les soldats Atréides sont fiers de servir leur duc, qui reste pour eux un modèle de vertu et de droiture. Ils font preuve d'un esprit de groupe remarquable, leurs chefs (comme Gurney Halleck ou Thufir Hawat) les inspirant dans ce comportement.
Lors de sa brève possession d'Arrakis, le duc Leto cherchera à créer des régiments de soldats parmi la population fremen, pour l'aider dans sa lutte contre sa maison rivale des Harkonnen et l’Empereur. Il use également de son réseau de propagande (qu'il considère comme l'un des meilleurs de l'Imperium) afin de mettre en valeur son modèle de droiture auprès de la population locale, en opposition avec le mode de gestion des Harkonnen, brutaux et sanguinaires.
Lors de l'invasion d'Arrakis par les forces du baron Vladimir Harkonnen, celui-ci regrettera de voir tant de soldats si compétents périr. Il ordonne néanmoins l'extermination pure et simple de tous les soldats Atréides capturés et prend au piège les soldats survivants qui s’étaient réfugiés dans les grottes proches d'Arrakeen, les bombardant avec d'antiques canons pour les emmurer vivants. 
Contrairement à l'armée des Atréides, celle des Harkonnen n'hésite pas à recourir au viol, au pillage et au massacre pur et simple, sans aucun respect pour l'ennemi. La haine du peuple Fremen envers les Harkonnen prend sa source dans ces méthodes violentes, utilisées sans vergogne par les Harkonnen pour gérer la population autochtone de la planète Arrakis.